# The Time Frequency
The Time Frequency est un groupe de musique électronique écossais, fondé par Jon Campbell au début des années 1990.
Les membres de The Time Frequency sont Paul Inglis, Steven Nelson, Kyle Ramsay et plus tard Colin McNeil. Mary Kiani était la chanteuse principale du groupe, remplacée successivement par Jo Wilson, Debbie Millar et Lorena Dale. [ citation nécessaire ]
Au cours des années 1990, le groupe connaît le succès dans les charts, notamment avec The Power Zone, Such a Phantasy et Real Love, qui, après un remix, atteint le huitième rang du UK Singles Chart.